# Élections législatives de 1914 en Corrèze
 (signalé en juillet 2025).
Si vous disposez d'ouvrages ou d'articles de référence ou si vous connaissez des sites web de qualité traitant du thème abordé ici, merci de compléter l'article en donnant les références utiles à sa vérifiabilité et en les liant à la section « Notes et références ».
- Archive Wikiwix
- Bing
- Cairn
- DuckDuckGo
- E. Universalis
- Gallica
- Google
- G. Books
- G. News
- G. Scholar
- Persée
- Qwant
- (zh) Baidu
- (ru) Yandex
- (wd) trouver des œuvres sur Wikidata

Les élections législatives de 1914 ont eu lieu les 26 avril et 10 mai 1914.

## Élus
|   | Circonscription | Député élu      |  | Groupe parlementaire |
| - | --------------- | --------------- |  | -------------------- |
| 1 | 1re de Brive    | Édouard Lachaud |  | PRRRS                |
| 2 | 2e de Brive     | François Gouyon |  | PRRRS                |
| 3 | 1re de Tulle    | Alphonse Mons   |  | PRRRS                |
| 4 | 2e de Tulle     | Élie Vidalin    |  | PRRRS                |
| 5 | Ussel           | Henri Queuille  |  | PRRRS                |

## Résultats à l'échelle du département
| Partis         | Partis                                           | Premier tour | Premier tour | Deuxième tour | Deuxième tour | Sièges |
| Partis         | Partis                                           | Voix         | %            | Voix          | %             | Sièges |
| -------------- | ------------------------------------------------ | ------------ | ------------ | ------------- | ------------- | ------ |
|                | Parti républicain, radical et radical-socialiste | 23 685       | 35,02        | 27 519        | 51,63         | 5      |
|                | Radicaux indépendants                            | 20 785       | 30,73        | 14 053        | 26,36         | 0      |
|                | Parti républicain-socialiste                     | 8 389        | 12,40        | 6 502         | 12,20         | 0      |
|                | Parti républicain démocratique                   | 7 689        | 11,37        | 5 220         | 9,79          | 0      |
|                | Section française de l'Internationale ouvrière   | 5 300        | 7,84         |               |               | 0      |
|                | Républicain libéral                              | 1 632        | 2,41         | 0             |               |        |
|                | Divers                                           | 157          | 0,23         | 9             | 0,02          | 0      |
|                |                                                  |              |              |               |               |        |
| Inscrits       | Inscrits                                         | 91 109       | 100,00       | 72 929        | 100,00        | 5      |
| Votants        | Votants                                          | 68 542       | 75,23        | 54 029        | 74,08         |        |
| Abstention     | Abstention                                       | 21 567       | 24,77        | 18 900        | 25,92         |        |
| Blancs et nuls | Blancs et nuls                                   | 905          | 1,32         | 726           | 1,34          |        |
| Exprimés       | Exprimés                                         | 67 637       | 98,68        | 53 303        | 98,66         |        |

## Résultats par arrondissement

### Arrondissement de Brive

#### 1recirconscription
| Candidats      | Candidats       | Étiquette           | Premier tour | Premier tour |
| Candidats      | Candidats       | Étiquette           | Voix         | %            |
| -------------- | --------------- | ------------------- | ------------ | ------------ |
|                | Édouard Lachaud | PRRRS               | 7 690        | 54,11        |
|                | Fieyre          | Radical indépendant | 6 369        | 44,82        |
|                |                 | Divers              | 152          | 1,07         |
|                |                 |                     |              |              |
| Inscrits       | Inscrits        | Inscrits            | 18 188       | 100,00       |
| Votants        | Votants         | Votants             | 14 504       | 79,74        |
| Abstention     | Abstention      | Abstention          | 3 684        | 20,26        |
| Blancs et nuls | Blancs et nuls  | Blancs et nuls      | 293          | 2,02         |
| Exprimés       | Exprimés        | Exprimés            | 14 211       | 97,98        |

#### 2ecirconscription
| Candidats      | Candidats       | Étiquette           | Premier tour | Premier tour | Deuxième tour | Deuxième tour |
| Candidats      | Candidats       | Étiquette           | Voix         | %            | Voix          | %             |
| -------------- | --------------- | ------------------- | ------------ | ------------ | ------------- | ------------- |
|                | Marc Doussaud   | PRS                 | 5 173        | 36,40        | 6 502         | 47,44         |
|                | François Gouyon | PRRRS               | 4 776        | 33,61        | 7 203         | 52,56         |
|                | Chapelle        | Radical indépendant | 3 547        | 24,96        |               |               |
|                |                 |                     |              |              |               |               |
| Inscrits       | Inscrits        | Inscrits            | 17 168       | 100,00       | 17 165        | 100,00        |
| Votants        | Votants         | Votants             | 13 705       | 79,83        | 13 855        | 80,72         |
| Abstention     | Abstention      | Abstention          | 3 463        | 20,17        | 3 310         | 19,28         |
| Blancs et nuls | Blancs et nuls  | Blancs et nuls      | 209          | 1,52         | 150           | 1,08          |
| Exprimés       | Exprimés        | Exprimés            | 13 496       | 98,48        | 13 705        | 98,92         |

### Arrondissement de Tulle

#### 1recirconscription
| Candidats      | Candidats       | Étiquette      | Premier tour | Premier tour | Deuxième tour | Deuxième tour |
| Candidats      | Candidats       | Étiquette      | Voix         | %            | Voix          | %             |
| -------------- | --------------- | -------------- | ------------ | ------------ | ------------- | ------------- |
|                | Alphonse Mons   | PRRRS          | 5 410        | 44,96        | 6 511         | 55,50         |
|                | Philippe Vachal | PRD (FDG)      | 4 524        | 37,59        | 5 220         | 44,50         |
|                | Aussoleil       | SFIO           | 2 100        | 17,45        |               |               |
|                |                 |                |              |              |               |               |
| Inscrits       | Inscrits        | Inscrits       | 16 607       | 100,00       | 16 607        | 100,00        |
| Votants        | Votants         | Votants        | 12 226       | 73,62        | 11 893        | 71,61         |
| Abstention     | Abstention      | Abstention     | 4 831        | 29,09        | 4 714         | 28,39         |
| Blancs et nuls | Blancs et nuls  | Blancs et nuls | 192          | 1,57         | 162           | 1,36          |
| Exprimés       | Exprimés        | Exprimés       | 12 034       | 98,43        | 11 731        | 98,64         |

#### 2ecirconscription
| Candidats      | Candidats      | Étiquette           | Premier tour | Premier tour | Deuxième tour | Deuxième tour |
| Candidats      | Candidats      | Étiquette           | Voix         | %            | Voix          | %             |
| -------------- | -------------- | ------------------- | ------------ | ------------ | ------------- | ------------- |
|                | Jean Tavé      | Radical indépendant | 5 614        | 35,45        | 7 666         | 48,69         |
|                | Élie Vidalin   | PRRRS               | 3 565        | 22,51        | 8 079         | 51,31         |
|                | René Lafarge   | PRD (FDG)           | 3 165        | 19,99        |               |               |
|                | Lemandou       | PRS                 | 2 150        | 13,58        |               |               |
|                | Chambas        | SFIO                | 1 341        | 8,47         |               |               |
|                |                |                     |              |              |               |               |
| Inscrits       | Inscrits       | Inscrits            | 21 268       | 100,00       | 21 279        | 100,00        |
| Votants        | Votants        | Votants             | 15 967       | 75,08        | 16 062        | 75,48         |
| Abstention     | Abstention     | Abstention          | 5 301        | 24,92        | 5 217         | 24,52         |
| Blancs et nuls | Blancs et nuls | Blancs et nuls      | 132          | 0,83         | 317           | 1,97          |
| Exprimés       | Exprimés       | Exprimés            | 15 835       | 99,17        | 15 745        | 98,03         |

### Arrondissement d'Ussel
| Candidats      | Candidats      | Étiquette           | Premier tour | Premier tour | Deuxième tour | Deuxième tour |
| Candidats      | Candidats      | Étiquette           | Voix         | %            | Voix          | %             |
| -------------- | -------------- | ------------------- | ------------ | ------------ | ------------- | ------------- |
|                | Chabrat        | Radical indépendant | 3 003        | 24,90        | 4 223         | 34,84         |
|                | Arthur Delmas  | Radical indépendant | 2 252        | 18,67        | 2 164         | 17,85         |
|                | Henri Queuille | PRRRS               | 2 244        | 18,61        | 5 726         | 47,24         |
|                | Guillet        | SFIO                | 1 859        | 15,41        |               |               |
|                | Lavergue       | Républicain libéral | 1 632        | 13,53        |               |               |
|                | Rambaud        | PRS                 | 1 066        | 8,84         |               |               |
|                |                | Divers              | 5            | 0,04         | 9             | 0,07          |
|                |                |                     |              |              |               |               |
| Inscrits       | Inscrits       | Inscrits            | 17 878       | 100,00       | 17 878        | 100,00        |
| Votants        | Votants        | Votants             | 12 140       | 67,90        | 12 219        | 68,35         |
| Abstention     | Abstention     | Abstention          | 5 738        | 32,10        | 5 689         | 31,82         |
| Blancs et nuls | Blancs et nuls | Blancs et nuls      | 79           | 0,65         | 97            | 0,79          |
| Exprimés       | Exprimés       | Exprimés            | 12 061       | 99,35        | 12 122        | 99,21         |